# 两当甲
两当甲，又称裲裆甲、两当铠，是中国古代南北朝早期到唐朝早期的一种铠甲。

## 盔甲形制与工艺
关于两当甲名称的由来，《释名·释衣服》记载：“裲裆，其一当胸，其一当背也。”故此得名。
两当甲由胸甲、背甲、和腿裙组成。胸甲和背甲的左右两侧不相连，背甲上缘钉有两条皮带披挂在肩上，在胸甲的带扣上系束。胸甲上缘两角突出，宽度超过肩宽，背甲上缘中间突出，腰部以下用皮革围裹，形成腿裙。也有一些两当甲的腿裙和背甲连为一体。胸甲和背甲有的使用铁甲片编缀，即典型的札甲形制，也有的使用整块皮革制成。

## 使用
两当甲出现于出现于晋朝，在南北朝时期开始后被广泛应用，下到普通士卒上到领兵指挥的将领都喜欢着此甲。由于冶铁技术的发展，士兵的防护服装，比秦汉时期更完备、更精良，尤其是出现了钢铁铠甲。逐步取代了曾经主宰中国军队甲胄近6个世纪的袖铠。
这种衣衫长至膝上，直领宽袖，左、右衽都有，两臂露在外面，由于这种衣服穿着方便，所以其使用范围很快从军中扩散至民间。在南北朝陶俑中，有不少身穿两当衫，腰系革带，下穿大口裤的文吏。除此之外，也可见到妇女身穿两当衫的出土实物。